# Ariel Borysiuk
Ariel Borysiuk (Biała Podlaska, Polonia, 29 de julio de 1991) es un futbolista polaco que juega de centrocampista en el K. F. Laçi de la Superliga de Albania.

## Carrera
Originario de Biała Podlaska, al norte del voivodato de Lublin, Borysiuk hizo su debut en la Ekstraklasa el 23 de febrero de 2007 a la edad de 16 años, convirtiéndose en el segundo futbolista más joven en jugar para el Legia de Varsovia.
También ostenta el título de ser el jugador más joven del Legia en anotar un gol, marcando su primer tanto con el club el 19 de abril de 2008 ante el Odra Wodzisław Śląski a la edad de 16 años y 265 días. Además, es el segundo jugador más joven en marcar un gol en la Ekstraklasa, tan solo por detrás del reconocido delantero polaco Włodzimierz Lubański.
En el último día del mercado de invierno de 2011, Borysiuk fue fichado por el 1. FC Kaiserslautern, siendo expulsado en su primer partido con el conjunto alemán frente al 1. FC Köln, recibiendo su segunda tarjeta amarilla en el minuto cuarenta. El partido concluyó con la derrota del Kaiserslautern por un gol a cero.
En los dos años siguientes, Borysiuk se marchó en condición de cedido al Volga Nizhny Novgorod ruso y al Lechia Gdańsk polaco, equipo con el que firmaría un contrato de una temporada en abril de 2015. Al año siguiente, el 12 de enero de 2016, fue fichado de vuelta por el Legia de Varsovia, firmando un contrato de tres años y medio con su primer club.

## Selección nacional
Antes de debutar con la selección de fútbol de Polonia en 2010, Borysiuk ya había competido en la selección sub-17 y en la sub-20. Entró como suplente de Robert Lewandowski en el minuto 84 en un partido amistoso frente a Costa de Marfil, celebrado el 17 de noviembre de 2010.